# Sehnde
Sehnde (pronunciación en alemán: /ˈzeːndə/ⓘ) es un municipio situado en el distrito de Hannover, en el estado federado de Baja Sajonia (Alemania), a una altitud de 50 metros. Su población a finales de 2016 era de unos 23 500 habitantes y su densidad poblacional, 300 hab/km².
Se encuentra ubicado junto a la ciudad de Hannover, a poca distancia al este de la frontera con el estado de Renania del Norte-Westfalia.